# Andriej Kobiakow
Andriej Władimirowicz Kobiakow (ros. Андрей Владимирович Кобяков, biał. Андрэй Уладзіміравіч Кабякоў, Andrej Uładzimirawicz Kabiakou; ur. 21 listopada 1960 w Moskwie) – białoruski polityk narodowości rosyjskiej, w latach 1998–2000 przewodniczący Komitetu Kontroli Państwowej Republiki Białorusi, w latach 2002–2003 minister gospodarki, w latach 2000–2002 i 2003–2010 zastępca premiera, w latach 2011–2014 – ambasador Białorusi w Federacji Rosyjskiej, w latach 2014–2018 premier Republiki Białorusi.

## Życiorys
Urodził się w 1960 roku w Moskwie, w Rosyjskiej FSRR, ZSRR. Jego ojciec pochodził spod Tuły i był pilotem myśliwców, matka pochodziła z miasta Puszkin (obecnie część Petersburga). W wieku trzech lat przeprowadził się wraz z rodziną na Białoruś, gdzie mieszkał do 16 roku życia. Skończył szkołę w Mińsku. W 1983 roku, po 5,5 roku studiów, ukończył Moskiewski Instytut Lotniczy im. S. Ordżonikidze, w 1991 roku – Białoruski Państwowy Instytut Gospodarki Narodowej im. Kujbyszewa. W latach 1989–1991 był słuchaczem Mińskiego Instytutu Politologii i Zarządzania Społecznego Komunistycznej Partii Białorusi (KPB). Posiada wykształcenie inżyniera mechanika, ekonomisty, politologa, wykładowcy dyscyplin społeczno-politycznych.
W latach 1985–1988 pracował jako starszy mistrz, zastępca kierownika wydziału, zastępca kierownika produkcji montażowej Zakładu „Diaprojektor” w Rohaczowie. W latach 1988–1989 był instruktorem działu organizacyjnego Rohaczewskiego Komitetu Miejskiego KPB. W latach 1991–1992 pełnił funkcję kierownika działu planowo-ekonomicznego Zakładu „Diaprojektor”, a w latach 1992–1995 – zastępcy dyrektora ds. ekonomiki tego przedsiębiorstwa.
W latach 1995–1996 pracował jako zastępca kierownika Służby Kontroli Prezydenta Republiki Białorusi. W latach 1996–1998 był zastępcą przewodniczącego Komitetu Kontroli Państwowej Republiki Białorusi. Od czerwca 1998 roku pełnił funkcję prezesa Białoruskiego Państwowego Koncernu Produkcji i Sprzedaży Towarów Przemysłu Lekkiego. Od 2 grudnia 1998 do 2000 roku był Przewodniczącym Komitetu Kontroli Państwowej Republiki Białorusi. 6 października 2000 roku wyznaczono go na przedstawiciela państwa w spółce „Biełpromstrojbank”. Od 2000 roku pełnił funkcję zastępcy premiera Republiki Białorusi. W styczniu 2001 roku otrzymał zadanie stworzenia komisji zajmującej się kontrolą operacyjną nad przychodami budżetu państwa w 2001 roku. Zgodnie z Konstytucją 21 września 2001 roku Rada Ministrów złożyła dymisję, ale już 24 września Andriej Kobiakow został ponownie wyznaczony przez prezydenta na stanowisko zastępcy premiera. Od 3 lipca 2002 do 24 grudnia 2003 roku był ministrem gospodarki. Od grudnia 2003 ponownie pełnił funkcję zastępcy premiera. 20 lutego 2004 roku ponownie został przedstawicielem państwa w „Biełpromstrojbanku”. 27 grudnia 2010 roku, zgodnie z Konstytucją, wraz z całym rządem złożył dymisję ze stanowiska zastępcy premiera. 28 grudnia 2010 roku został mianowany zastępcą kierownika Administracji Prezydenta Białorusi. 8 listopada 2011 roku został zwolniony z tego stanowiska i mianowany Nadzwyczajnym i Pełnomocnym Ambasadorem Republiki Białorusi w Federacji Rosyjskiej, a jednocześnie Stałym Przedstawicielem Republiki Białorusi przy Eurazjatyckiej Wspólnocie Gospodarczej. 27 grudnia 2014 roku został premierem Białorusi. Został zdymisjonowany z tej funkcji przez prezydenta Białorusi 18 sierpnia 2018 roku.

## Poglądy
Andriej Kobiakow, pomimo że jest urzędnikiem Republiki Białorusi i reprezentuje ją poza jej granicami, deklaruje, że za swoją ojczyznę uważa Rosję.

## Odznaczenia
- Order Honoru (2006)[8].

## Życie prywatne
Andriej Kobiakow jest żonaty z kobietą pochodzącą z Moskwy, ma córkę i syna.